# Теолоюкан
Теолоюкан (исп. Teoloyucan) — муниципалитет в Мексике, входит в штат Мехико. Население — 80 345 человек.

## История
Город основан в 1436 году, статус муниципалитета с 1821 года.